# Burg Chèvremont
|  | Dieser Artikel oder Abschnitt wurde wegen inhaltlicher Mängel auf der Qualitätssicherungsseite der Redaktion Geschichte eingetragen (dort auch Hinweise zur Abarbeitung dieses Wartungsbausteins). Dies geschieht, um die Qualität der Artikel im Themengebiet Geschichte auf ein akzeptables Niveau zu bringen. Dabei werden Artikel gelöscht, die nicht signifikant verbessert werden können. Bitte hilf mit, die Mängel dieses Artikels zu beseitigen, und beteilige dich bitte an der Diskussion! |

Koordinaten: 50° 35′ 52,6″ N, 5° 38′ 27″ O
Die Burg Chèvremont (Kievermont/munt, auch Capremons) lag nah bei Lüttich, das sie ebenso beschützte, wie die Pfalzen von Jupille und Herstal. Die Burg sowie das in ihr befindliche St. Marienkloster werden erstmals zu Beginn des 8. Jahrhunderts erwähnt. Burg Chèvremont war eine Klosterburg, wie sie zu dieser Zeit typisch für Griechenland, Georgien und Armenien war. Das Marienkloster auf Burg Chèvremont wird häufig mit dem Marienkloster in Aachen verwechselt, was daher rührt, dass Kaiser Otto I. 972 die Besitzungen von Kloster Chèvremont an das Aachener Marienstift schenkte, weshalb die Urkunden beider Klöster zusammengeführt wurden und heute nur eine gemeinsame Überlieferung existiert.
Die Burg wird zu Beginn des 8. Jahrhunderts im Zusammenhang mit dem Marienkloster als „Novum Castellum“ bezeugt. Der Name „novum castellum“ findet sich auch in einer Urkunde Karls des Großen von 779. Die Burg lag im Zentrum des Besitzes von Karl Martell, Karls Großvater. Da Martells Söhne Karlmann und Pippin ihrem Halbbruder Grifo seinen Anteil am väterlichen Erbe nicht überlassen wollten, ließen sie Grifo Ende 741 auf Burg Chèvremont inhaftierten.
Kaiser Lothar I. (Frankenreich) urkundet 855 auf dem Chèvremont, 862 auch sein Sohn, König Lothar II. (Lothringen). Noch Ende 910 bestätigt König Ludwig das Kind der Abtei auf dem Chèvremont dessen Besitz.
Durch den Maasgau-Graf Giselbert kam das 843 entstandene Lothringen an dessen Enkel, Herzog Giselbert von Lothringen. Dieser residierte bis 939 auf Burg Chèvremont (caprae mons). 928 heiratete Giselbert Gerberga, eine Schwester Kaiser Otto I. (HRR). Giselbert schloss sich dennoch der Rebellion von Heinrich I. (Bayern), dem jüngeren Bruder Ottos I., gemeinsam mit Eberhard (Franken) an. Deshalb wurde er von Otto I. im Juni 939 auf Burg Chèvremont belagert. Fortgesetzt wurde die Belagerung von Pfalzgraf Immo, der zu König Otto I. übergelaufen war. Graf Immo besetzte und übernahm Burg Chèvremont im Herbst 936, die er bis 966 in seinem Besitz behielt. Zugleich fungierte Immo als Hauptvogt des reichen St. Marien-Klosters in seiner Burg.
Da Graf Immos Lothringens Unabhängigkeit erhalten wollte, weshalb er mit Königin Gerberga und König Ludwig von Frankreich Verbindung hielt, griff Otto I. diesen 940 auf Burg Chèvremont an. Da die Burg uneinnehmbar war, zog sich Ottos Heer unverrichteter Dinge nach Sachsen zurück.
Burg Chèvremont sah bis 966 mehrfach sowohl Otto I. als auch dessen Bruder, Erzbischof Brun von Köln, amtierender Herzog von Lothringen, zu Besuch. Während ihrer Flucht Ende 955 zu Herzog Hugo dem Großen machten die Grafen Ekbert und Wichmann auf der Burg Chèvremont Station.
Bischof Notger von Lüttich gelang es nach 972 sich mit einer List der Burg und des Klosters Chèvremont zu bemächtigen. 987 wurde die Burg im Zusammenhang mit kriegerischen Auseinandersetzungen in Lothringen zerstört.